# قطار آن شب
قطار آن شب یک فیلم بلند تلویزیونی در ژانر کودک و نوجوان به نویسندگی و کارگردانی حمیدرضا حافظی و اقتباسی آزاد از رمانی با همین نام نوشته احمد اکبرپور است. این تله فیلم به عنوان اولین اقتباس از این داستان محسوب می‌شود. قطار آن شب در سال ۱۳۸۶ از شبکه دو سیما پخش شد و در همان سال نیز در جشنواره بین‌المللی فیلم رشد و بخش فیلم‌های سینمایی ویدیویی سومین جشنواره فیلم کوثر به نمایش درآمد.

## خلاصه داستان
دختربچه ای قول خانم نویسنده‌ای را که در قطار با او آشنا شده است، آنقدر جدی می‌گیرد که مدت‌ها در انتظار تلفن و دیدار مجدد اوست. اما این موضوع برای نویسنده بدقول، فقط دستمایه نوشتن یک داستان جدید می‌شود و خیال و واقعیت درهم می‌آمیزد. تلاش دختربچه برای رهایی از دلتنگی‌ها و کابوس و همچنین کمک‌های پدر، ناشر نویسنده و مسئول ایستگاه قطار — که خودش سوژه قبلی خانم نویسنده بوده است — حوادث تازه‌ای را رقم می‌زند.

## بازیگران
- فقیه سلطانی در نقش خانم نویسنده
- ترلان پروانه در نقش دختر بچه
- مهدی فقیه در نقش مسئول ایستگاه قطار
- فخرالدین صدیق شریف در نقش ناشر نویسنده
- زهیر یاری در نقش پدر دختر بچه
- پوراندخت مهیمن در نقش مادر نویسنده
- پروین تمجیدی در نقش مادربزرگ